# Vila Andrea Raucci

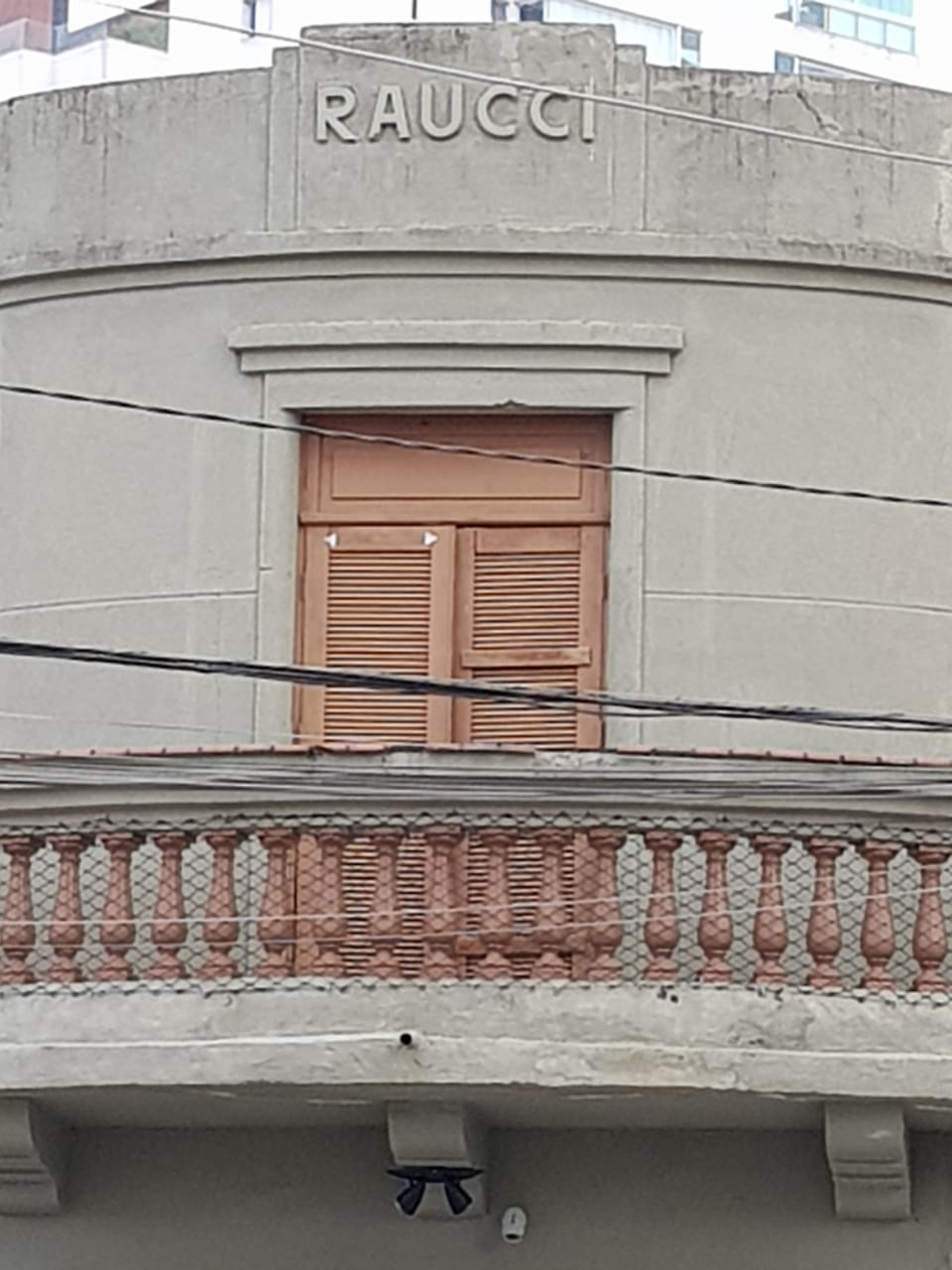
Fachada frontal da Vila Andrea Raucci com indicação do nome da vila operária.

A Vila Andrea Raucci é uma vila operária, localizada na cidade de São Paulo, capital do estado de São Paulo. Inaugurada na década de 50, se encontra no cruzamento das ruas Valentim Magalhães e Cuiabá. A vila é um complexo residencial com cerca de 30 apartamentos e um salão comercial, os quais costumavam ser alugados e que passou dos herdeiros do fundador para a prefeitura de São Paulo. O local foi fundado pela empresa Martino Raucci e Irmãos Ltda., e se tornou uma referência arquitetônica e urbana. Contém um teor histórico, cultural e ambiental por representar a industrialização no bairro da Mooca, local que contém influências italianas nas suas raízes. 
No ano de 2012, moradores do bairro tinham medo do local correr risco de ser demolido, causando indignação entre os moradores da Mooca, apesar de este fato não ter sido confirmado. Mais tarde no mesmo ano, foi iniciado o pedido de tombamento do local, o qual levou cerca de 4 anos, e que em 2016 finalmente foi concedida a aprovação do tombamento da Vila Andrea Raucci, tornando-se um patrimônio histórico, cultural e ambiental de São Paulo. 

## Origem
A Vila Andrea Raucci foi idealizada através de uma iniciativa da empresa Martino Raucci Netto e Irmãos Ltda., que em 14 de janeiro 1952 pediu a autorização da Prefeitura de São Paulo para que fossem construídas 14 residências e uma fábrica em um lote situado na Rua Cuiabá, esquina com a Rua Valentim Magalhães. No primeiro projeto as residências eram voltadas para a Rua Valentim Magalhães, e haveria também uma fábrica, que teria então sua entrada voltada para a Rua Cuiabá, contendo em si vestiários femininos e masculinos, refeitório, depósito de matéria prima, ambulatório, sanitários, garagem com compressor e elevador de carros, fabricação de latas de folha de flandres, depósito de latas vazias, frigorífico e um salão de expedição no espaço térreo. 
No andar superior, a Vila Andrea Raucci teria um possível espaço com escritório, sala de gerência e amplos salões. Já na esquina se situaria um salão comercial, também no térreo e uma residência no andar superior. Apesar da estruturação estar toda planejada e projetada, esta primeira ideia sofreu mudanças, até que, em 17 de abril de 1953, sob o alvará de licença nº 66.610 emitido, foi executado o projeto da Vila Andrea Raucci, que passou a ter então trinta e uma residências e um salão comercial, não contendo mais a fábrica pensada no início do projeto. O projeto foi assinado por Paulo D’Amore, como construtor responsável  e por Pedro de Moura, responsável pelo concreto armado. O ato administrativo que autorizaria o início da utilização do local foi concedido em 13 de junho de 1955. 
A Vila Andrea Raucci destinava-se à moradia dos operários das indústrias da família Raucci. Uma das empresas da família era a Biscoitos Raucci Ltda., constituída em 21 de janeiro de 1939, que produzia pães, biscoitos, tortas e bolos, com sede na Rua Manaus. 

## Importância cultural
Conjunto de moradias criado para abrigar operários, a Vila Andrea Raucci tinha como forma de ocupação do espaço urbano a representação do processo de urbanização e desenvolvimento econômico paulistano, retratando o movimento de imigração pós I e II Guerras Mundiais, no qual os italianos se destacam.
Os italianos que tinham como destino o estado de São Paulo, desembarcavam dos navios no porto de Santos, vinham à procura de trabalho que lhes proporcionassem continuidade de vida. Normalmente os italianos vindos do norte do país iam para as ocupações rurais, enquanto os que vinham do sul da Itália, se destinavam às ocupações urbanas, o que explica o fato de alguns bairros de São Paulo terem características marcantes italianas, como o Bixiga, o Brás e a Mooca. 
A relação da Vila está ligada aos italianos por estar situada no bairro da Mooca, que obtém influência cultural e tradições familiares dispersas pelo bairro. Além disso, a Vila Andrea Raucci, com sua arquitetura peculiar de uma época e seus costumes, é um referencial urbano. Ainda, por ter sido criada para ser uma moradia dos operários que trabalhavam com a família Raucci, o local representa o elo com o passado industrial do bairro da Mooca. 
A arquitetura do patrimônio também possui relevância, contendo representatividade da arquitetura da época. Até 2012, ano do pedido de tombamento, os “limpa-barro” ainda estavam presentes na frente de algumas casas como lembrança de uma época de São Paulo, onde a cidade era considerada a terra da garoa e assim, as ruas umedecidas de terra deixavam os sapatos sujos, e os indivíduos para não sujarem os pisos e escadaria de madeira, limpavam os sapatos antes de adentrar nas residências. Assim, a Vila Andrea Raucci possui seu valor histórico, cultural e ambiental referente à cidade de São Paulo e ao bairro da Mooca, relacionados com a industrialização do bairro. 

## Características
A Vila Andrea Raucci, com sua forma harmônica, destaca-se em um grande lote de esquina, seu entorno contém construções assobradadas e de caráter residencial. Entre suas caracterizações é possível reconhecer alguns elementos da “Art decó”, como o uso da argamassa raspada e o desenho das platibandas, em suas fachadas há em destaque o nome da família responsável por sua edificação: RAUCCI. 
O local, de acordo com as posturas normativas da época, conta com alinhamentos do lote, com suas fachadas voltadas para as ruas Cuiabá e  Valentim Magalhães, com entrada lateral para um pátio central. As unidades residenciais da Vila Andrea Raucci são confortáveis e compostas por sala, cozinha, banheiro, área de serviço com espaço amplo e arejado, e um, dois ou três dormitórios. Além disso, cada unidade tem uma vaga no estacionamento de veículos, o que era uma inovação para a época. 
Sendo assim, o local é constituído por vinte unidades de residências de dois dormitórios, nove com um dormitório, e apenas duas com três dormitórios. Entre elas, vinte e uma residências e o salão comercial possuem frente para as ruas Cuiabá  e Valentim Magalhães, sendo que as dez restantes ficam voltadas para o interior do conjunto. 
Dez sobrados voltados para a Rua Valentim Magalhães se unem a um edifício posicionado nas esquina das ruas Valentim Magalhães e Cuiabá, contendo um salão comercial no térreo e uma residência no piso superior. Complementam o local oito residências geminadas e com frente para a Rua Cuiabá, posicionados à esquerda da via de entrada para a vila. 
As residências voltadas para a Rua Valentim Magalhães contém sala, cozinha, banheiro, terraço e quintal no andar térreo. Já no pavimento superior, as unidades possuem dois dormitórios e dois terraços. No subsolo se encontram as garagens, que tem seu acesso pela Rua Cuiabá.
Na esquina da Rua Valentim Magalhães com a Rua Cuiabá, situa-se o salão comercial, com banheiro, no térreo; o andar superior contém uma residência de três dormitórios, sala, cozinha, copa, banheiro e quintal. Ainda de frente para a Rua Cuiabá, formando um bloco contínuo, estão mais duas residências, uma delas com sala de visitas, sala de jantar, sala de costura, cozinha e quintal no andar inferior; três dormitórios e banheiro no pavimento superior. A outra residência possui dois dormitórios, sala, cozinha, banheiro e quintal. 
Na parte interior da Vila Andrea Raucci, as casas do andar térreo contém dormitório, sala, cozinha, banheiro e quintal; já as casas do andar superior contém dois dormitórios, sala, cozinha e terraço. Voltado de frente para a Rua Cuiabá, há ainda mais oito residências, aquelas situadas no térreo dispõem de um dormitório, cozinha, sala, banheiro e quintal; as do superior possuem dois dormitórios, cozinha, sala, banheiro e terraço.
A construção da vila aparenta padrão de boa qualidade, construída em alvenaria de tijolos revestidos com argamassa raspada; no telhado predominam quatro águas, com fechamento em telhas francesas. 
A entrada lateral, localizada na Rua Cuiabá, contém acesso a um pátio central, onde o piso é de paralelepípedos. Ao fundo do pátio há um frontispício com o nome “Vila Raucci”. O local dá acesso a algumas das unidades residenciais, às áreas de serviços das edificações, como às garagens, que são individualizadas e fechadas, a maioria por portões de enrolar. Uma característica que marca sua época e ainda está presente em frente de algumas de suas residências são os “limpa-barro” de sapatos, objeto que condiz com a época e sua realidade, já que até então as ruas da Mooca não eram asfaltadas.
Quanto às suas fachadas, são assobradadas e geminadas. As que são voltadas para a Rua Cuiabá acompanham a declividade do terreno e são alinhadas, contendo uma ordem sequencial entre os vãos, ou seja, portas e janelas (todas de madeira). Ainda contém frisos, ornatos sobre as janelas e floreiras no piso superior, características que servem como decoração para o local. 
Já as fachadas que são voltadas para a Rua Valentim Magalhães, estão localizadas em uma área de topografia plana, tendo uma proposta diferenciada, já que no térreo há um pequeno terraço com muros baixos, balaustrada e gradil em ferro trabalhado. A esse espaço dirige-se a porta principal em madeira e o vitrô da sala ornado com grades de ferro trabalhado. No piso superior, a região do terraço é ornada por balaustrada, possui uma porta tipo veneziana em quatro folhas, emoldurada por ornato singelo em pequeno relevo.  368
Por último, a fachada de esquina se destaca na vila, já que suas dimensões internas são maiores do que as encontradas nas demais residências, possuindo áreas salientes construídas; a grande extensão balaustrada, que contorna a edificação, percorre e define a união entre as outras fachadas. 

## Risco de demolição
Em 2012, moradores do bairro da Mooca tinham medo de que a Vila Andrea Raucci corresse riscos de ser demolida, já que a mesma estava desabitada e com suas entradas fechadas com blocos. Alguns moradores relataram que haviam recebido avisos de que precisariam deixar o conjunto de residências até dezembro de 2012. O motivo da demolição da Vila Andrea Raucci seria que o local estava sendo vendido para o setor imobiliário pelos herdeiros Raucci. Nessa época, os moradores do bairro da Mooca, se mobilizaram e passaram a pedir o tombamento da vila, já que a vila é um patrimônio local e faz parte da região. Apesar da possível demolição, a Vila permanece de pé até os dias atuais, já que é um patrimônio tombado pela DPH/CONPRESP, o que torna o local uma edificação que não pode ser demolida por sua importância histórico, cultural e ambiental.  
Comum nos anos de 1960, as vilas de aluguel tinham enorme sucesso antes da chegada do processo de verticalização à cidade de São Paulo, motivo que poderia ter levado a vila à demolição, sendo construído em seu terreno um edifício que fosse mais interessante para o setor imobiliário, como os prédios e apartamentos.  

## Tombamento
Moradores da Mooca, sabendo da importância da Vila Andrea Raucci, que abrigou famílias e representa o desenvolvimento industrial da região, e preocupados com a preservação do local, pediam o tombamento da vila, que sofria modificações e que não estava em suas totais condições.
No ano de 2012, foi aberto um processo de tombamento referente a Vila Andrea Raucci, o qual buscava tornar o local um patrimônio da cidade de São Paulo, impedindo que a vila pudesse ser demolida ou sofrer alterações sem aviso prévio à prefeitura da cidade. Com isso o Processo nº 2012-0.357.308-8 foi o responsável pela Vila Andrea Raucci ainda estar de pé no bairro da Mooca.   
O tombamento foi aprovado na 639ª Reunião Ordinária, realizado no dia 11 de novembro de 2016, graças a sua importância e representação, relacionada ao processo de industrialização da Mooca, além do programa de “vilas de aluguel”. Não apenas a vila, mas também a sua área envoltória, foi tombada. Além da Vila Andrea Raucci, a área envoltória também foi tombada, sendo o conjunto situada na Rua Vlentim Magalhães nºs 13, 17, 19, 25, 27, 33, 35, 41, 43, 47, 49, 55 e Rua Cuiabá nºs 1062, 1066, 1068, (casas 02, 04, 06, 08, 10, 12, 14, 16, 18 e 20), 1074, 1076, 1078, 1080, 1086, 1088, 1090 e 1092 (respectivamente, Setor 032 - Quadra 021 - Lotes 0215-1, 0216-8, 0217-6, 0218-4, 0219-2, 0220-6, 0221-4, 0222-2, 0223-0, 0224-9, 0225-7, 0226-5, 0204-4, 0203-6, 0205-2, 0206-0, 0207-9, 0208-7, 0209-5, 0210-9, 0211-7, 0212-5, 0213-3, 0214-1, 0202-8, 0201-1, 0200-1, 0199-4, 0198-6, 0197-8, 0196-1 e 0195-1.  

## Galeria de fotos

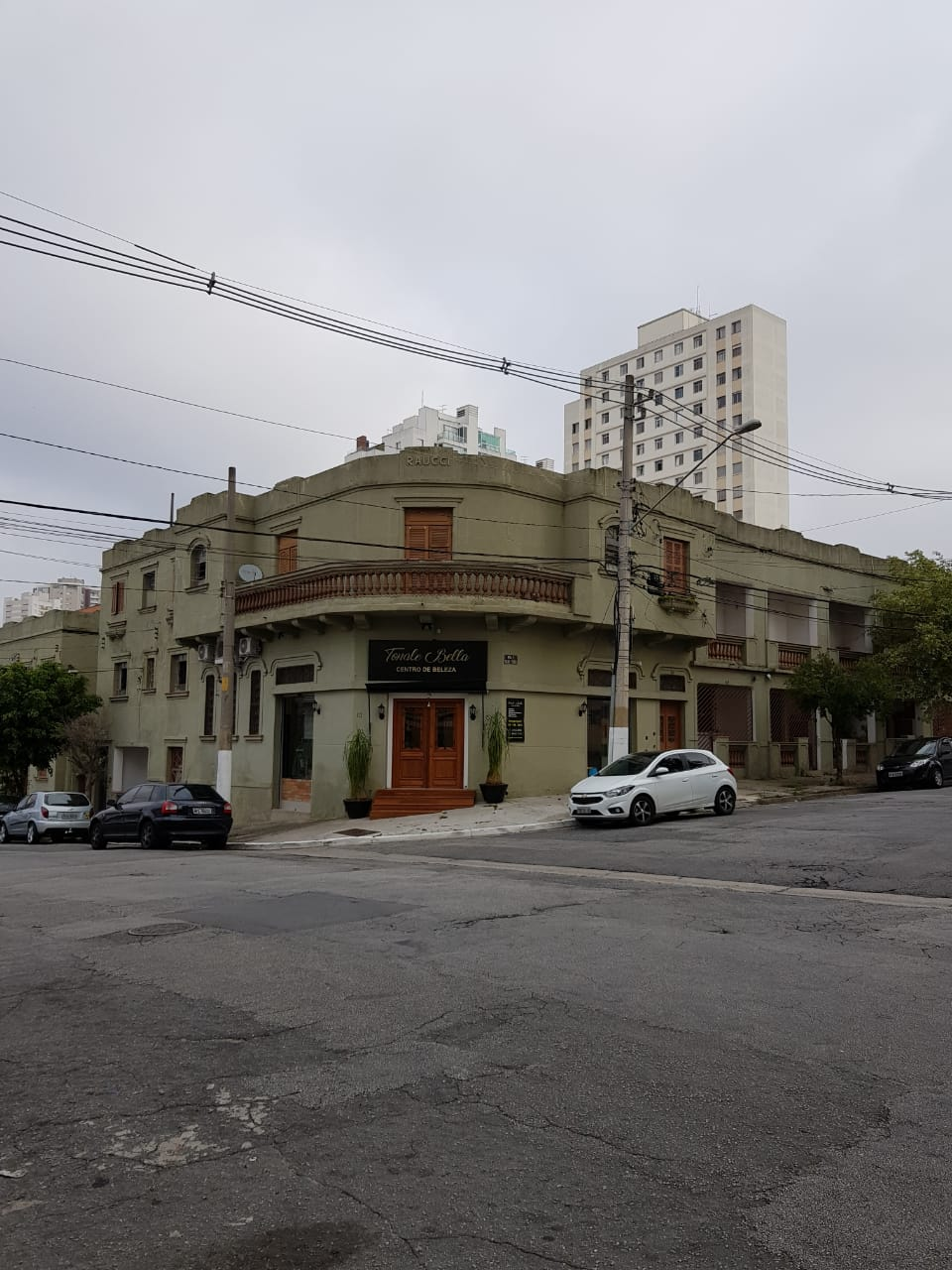
Vila Andrea Raucci vista de frente em sua esquina de cruzamento entre as ruas Valentim Magalhães e Cuiabá.
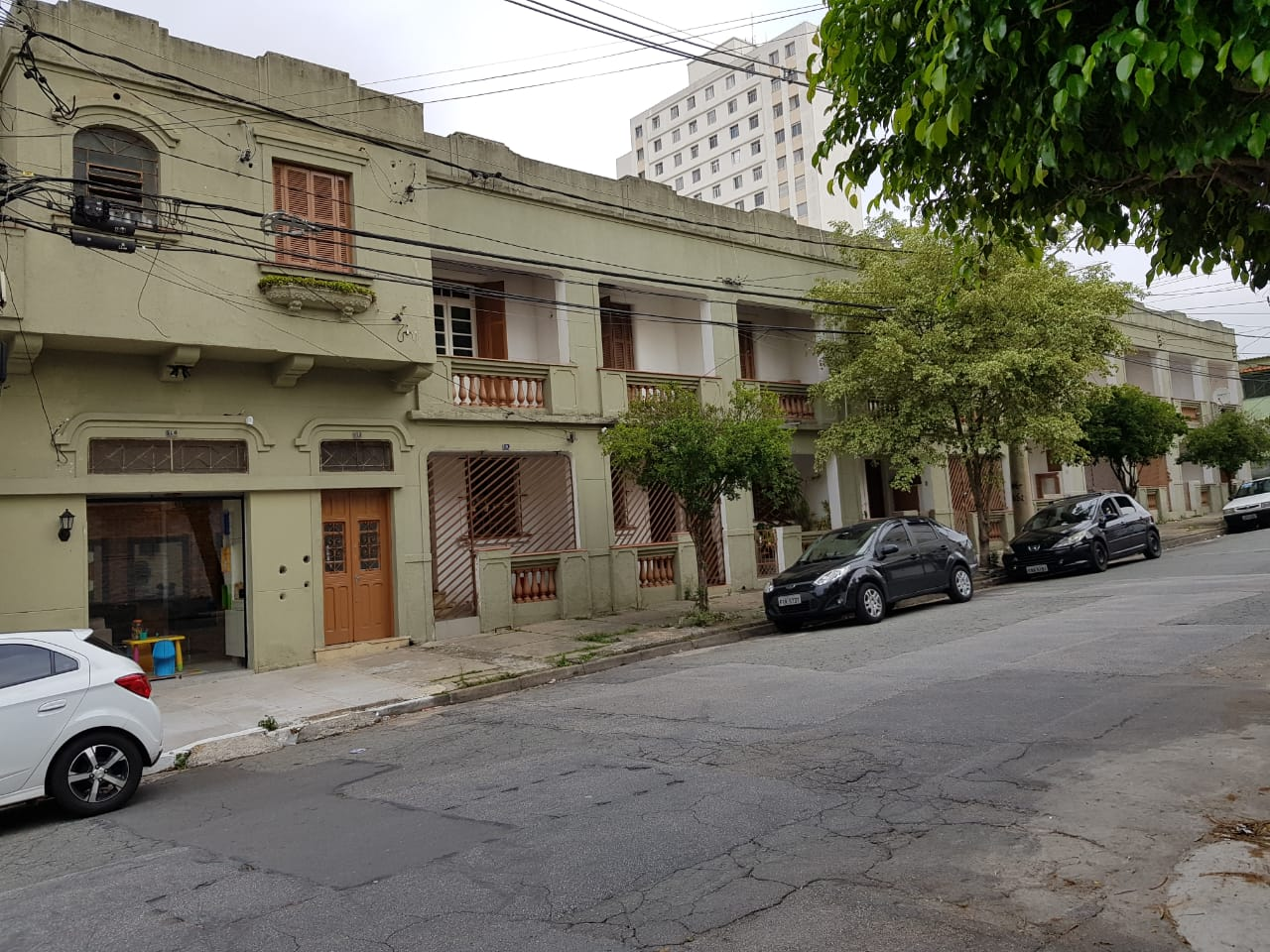
Vista lateral da Vila Andrea Raucci.
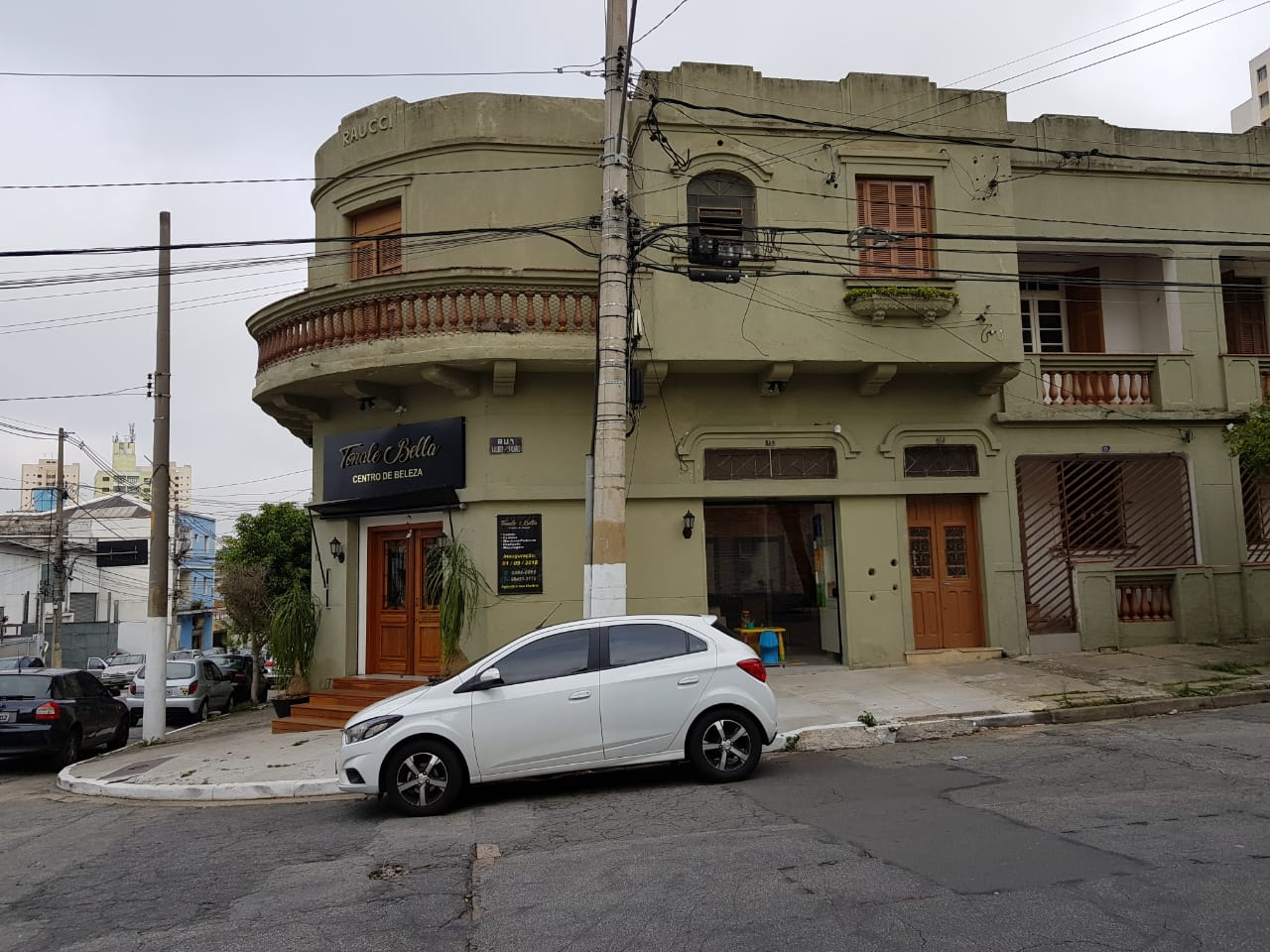
Vista parcial da frente da Vila Andrea Raucci e de sua lateral.
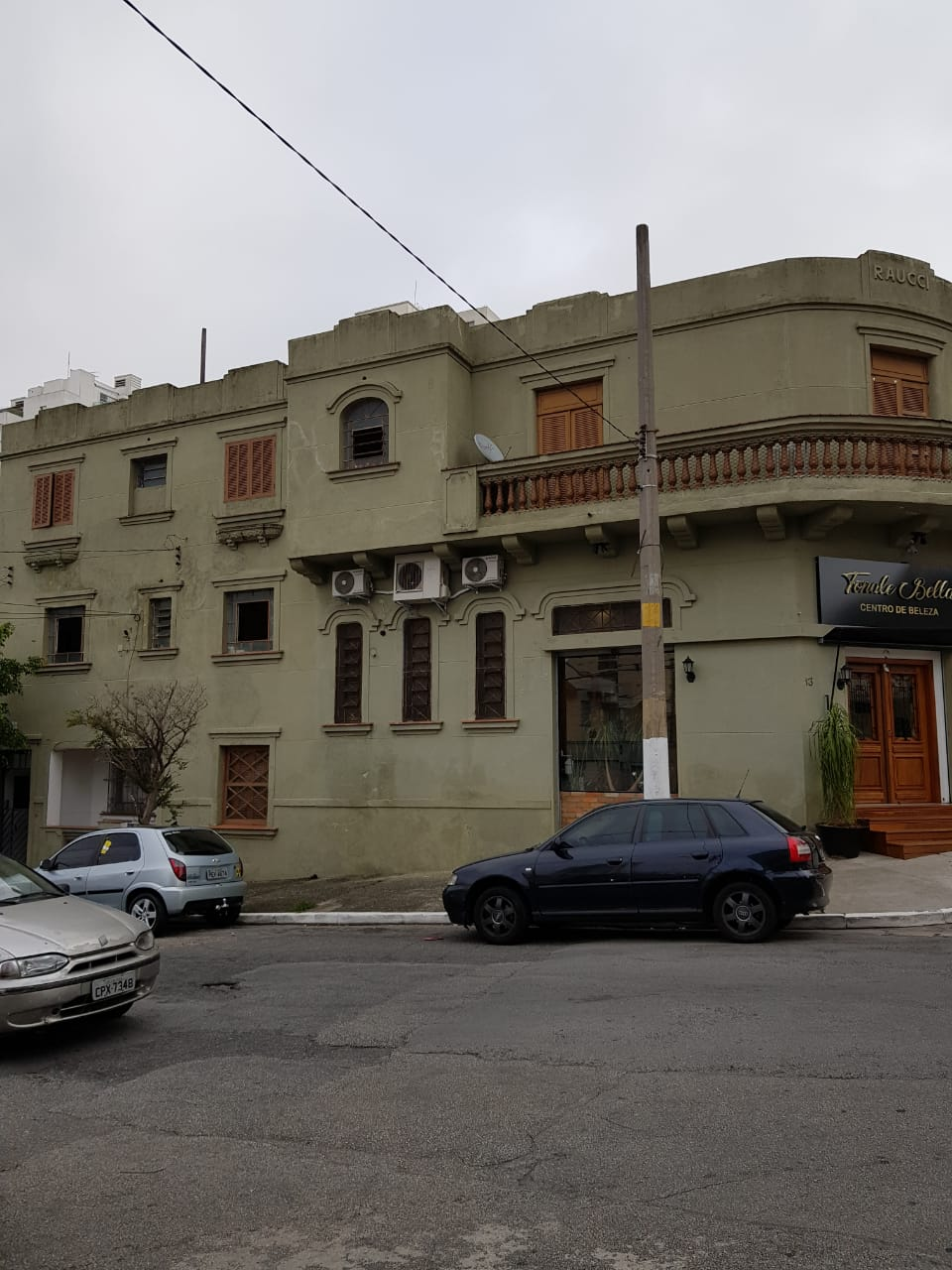
Vista parcial da lateral da Vila Andrea Raucci
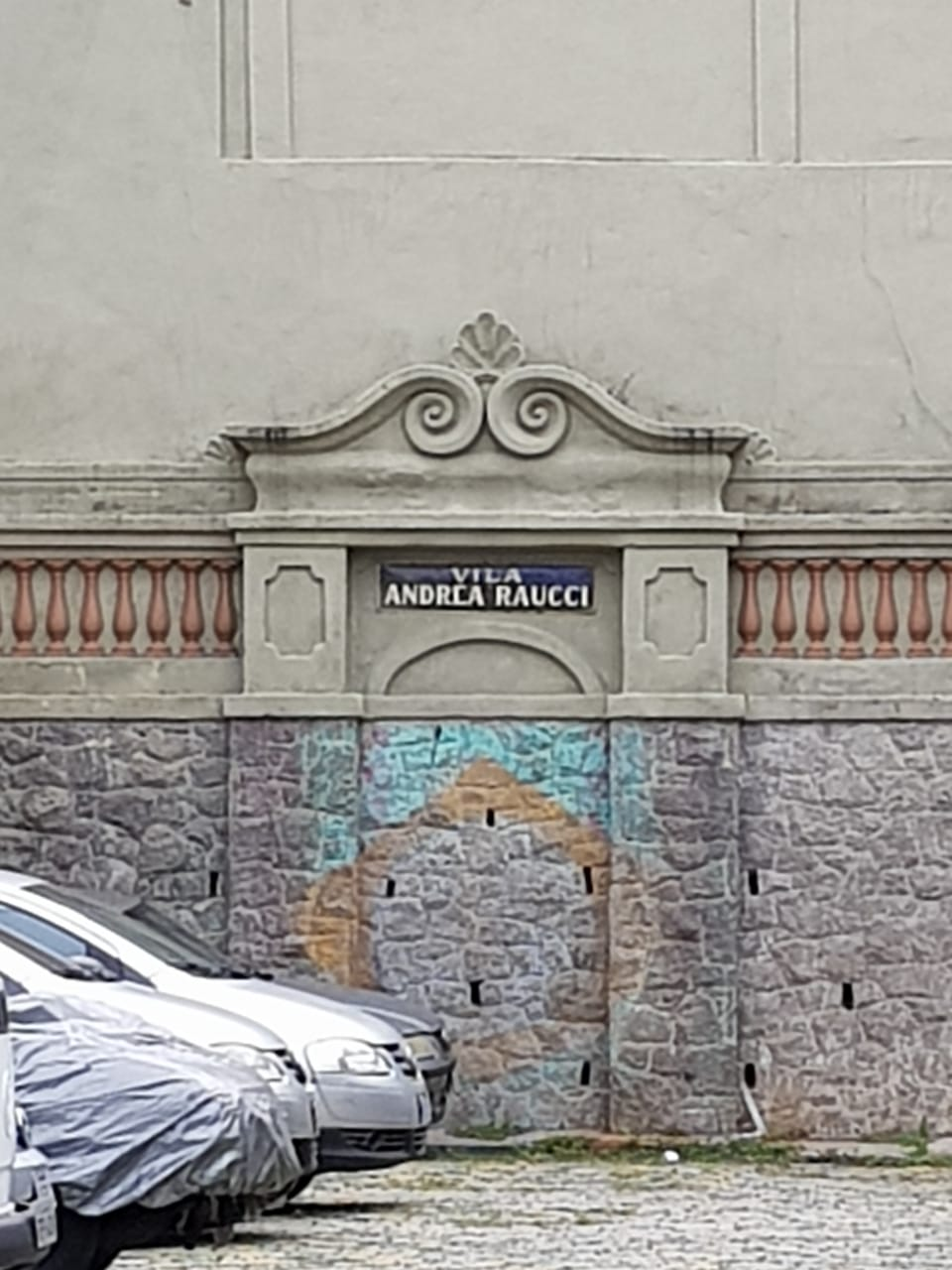
Placa indicativa dentro do estacionamento da Vila Andrea Raucci indicando o nome da vila operária.
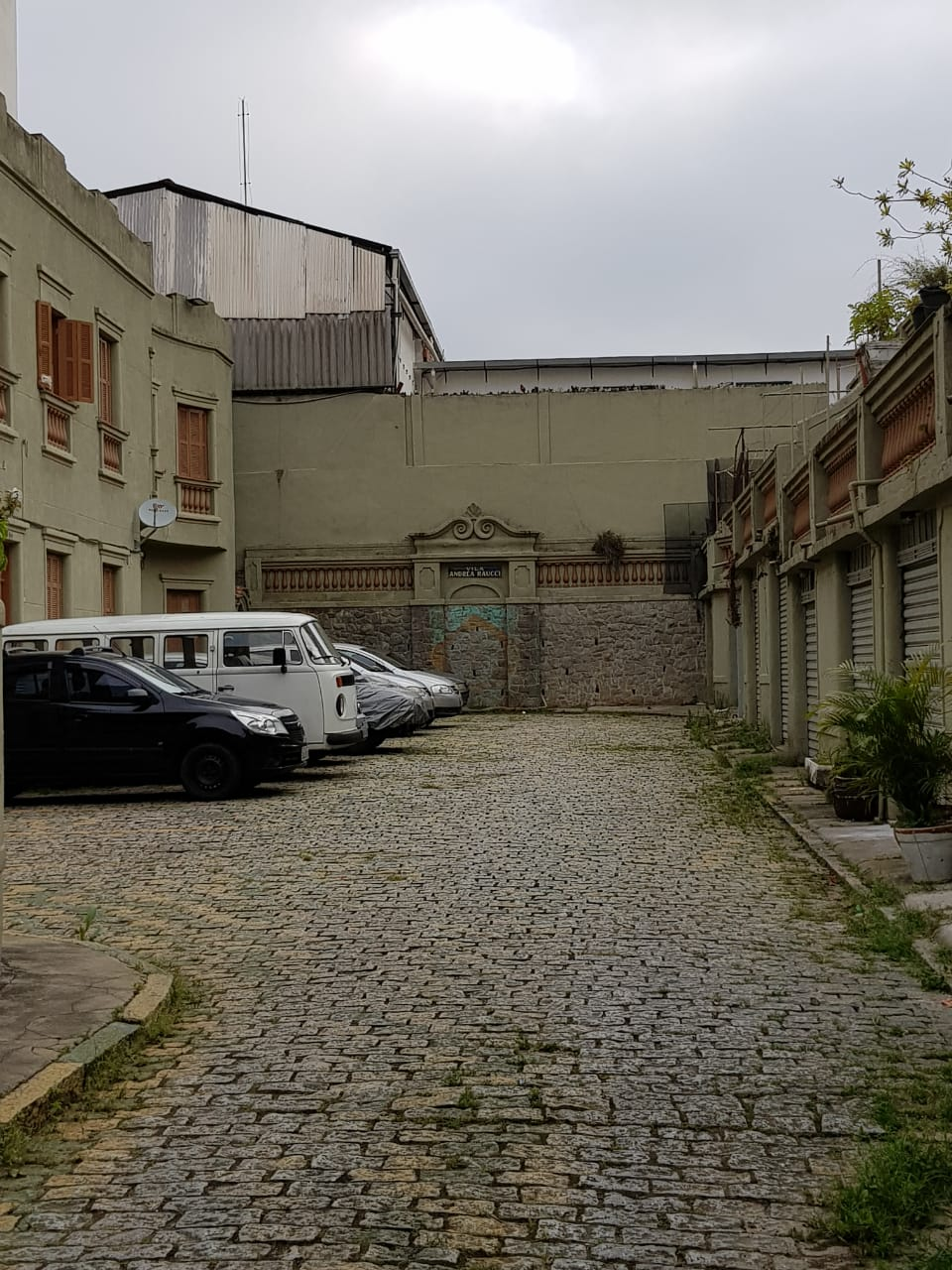
Vista do estacionamento da Vila Andrea Raucci